# Міз Марвел (телесеріал)
«Міз Ма́рвел» (англ. Ms. Marvel) — американський вебсеріал від сервісу Disney+. Заснований на персонажі Marvel Comics Камалі Хан / Міз Марвел. Шостий телесеріал, який є частиною четвертої фази Кіновсесвіту Marvel та, події якого відбуваються після фільму «Месники: Завершення». Біша К. Алі була обрана керівницею серіалу та сценаристкою. Продюсером серіалу виступить Кевін Файгі. Прем'єра серіалу відбулася 8 червня 2022 року.

## У ролях

### Основний склад
- Іман Веллані[en] — Камала Хан / Міз Марвел: 16-річна пакистано-американська мусульманка з Джерсі-Сіті, яка пише супергеройські фанфики, особливо про Капітана Марвел, і отримує здатність міняти зовнішність.
- Араміс Найт[en] — Карім / Червоний кинджал: Лінчеватель.
- Саагар Шейх — Амір Хан: Старший брат Камали.
- Ріш Шах — Камран.
- Меттью Лінтц — Бруно Каррелл: Кращий друг Камали.
- Зенобій Шрофф — Муніб Хан: Мати Камали і дружина Юсуфа.
- Мохан Капур[en] — Юсуф Хан: Батько Камали і чоловік Муніб.

Крім того, Ясмін Флетчер, Лейт Накі, Ажер Усман, Травіна Спрингер і Німра Буча також отримали ролі в серіалі.

### Запрошені актори
- Лорел Марсден — Зої Циммер.

## Виробництво

### Розробка
У вересні 2016 року, після стрімкої популярності персонажа серед читачів коміксів, Джо Кесада показав, що Міз Марвел буде «частиною майбутнього Марвел в інших ЗМІ».
12 травня 2018 року Кевін Фейгі в інтерв'ю BBC заявив, що адаптація Камали Хан / Міз Марвел знаходиться в стадії розробки, сказавши, що «зйомки „Капітана Марвел“ з Брі Ларсон і Міз Марвел, яка є мусульманською героїнею, яку надихнув Капітан Марвел, точно триває. У нас є плани на це, коли ми представимо Капітан Марвел». Після інтерв'ю Різ Ахмед та Мінді Калінг заявили, що зацікавлені в написанні фільму пані Марвел з Кумейлом Нанджіані.
У лютому 2019 Брі Ларсон висловила зацікавленість побачити Міз Марвел у Капітан Марвел 2. У червні 2019 року Мінді Калінг розповіла, що розмовляла зі студією Marvel про проєкт Міз Марвел, пояснивши, що вони «справді зацікавилися» цим. Вона додала, що вони «напевно щось зроблять» із персонажем, тим більше, що зараз у них є платформа Disney+. 23 серпня 2019 року на виставці D23 Expo Кевін Файгі оголосив, що Marvel Studios розробляє серіал Міз Марвел для Disney+. Того ж дня було оголошено, що Біша К. Алі повинна написати сценарій та виступати як шоуранер. 18 вересня 2020 року режисери Аділ Ель Арбі, Біллалл Фаллах, Міра Менон та Шармін Обаїд-Чиной були затверджені режисерами серіалу.

### Кастинг
1 листопада 2019 року Discussing Film повідомив, що студії Marvel почали кастинг для сім'ї Камали Хан. 30 вересня 2020 року Deadline повідомив, що Іман Веллані була обрана на роль головної героїні. У листопаді також року стало відомо, що Метт Лінтц зіграє у серіалі друга Камали Хан.

### Фільмування
16 жовтня 2019 року Discussing Film повідомив, що знімальний процес серіалу розпочнеться у квітні 2020 року в Атланті під виробничою назвою «Джерсі».

## Епізоди
| № серії | Назва серії      | Режисер(и) | Сценарист(и) | Оригінальна дата виходу |
| ------- | ---------------- | ---------- | ------------ | ----------------------- |
| 1       | «Generation Why» | TBA        | Біша К. Алі  | 8 червня 2022           |